# Justizvollzugsanstalt Neuburg-Herrenwörth
Die Justizvollzugsanstalt Neuburg-Herrenwörth (kurz JVA Neuburg-Herrenwörth) ist eine selbständige Justizvollzugsanstalt in Neuburg an der Donau. Sie ist eine der drei bayerischen Anstalten, in denen die Jugendstrafe an männlichen Jugendlichen und Heranwachsenden vollzogen wird. Die beiden anderen befinden sich in Ebrach und Laufen. Nach der Grundsteinlegung im Jahr 1985 wurde die Anstalt 1990 eröffnet.

## Geschichte
Die JVA Neuburg-Herrenwörth wurde von 1985 bis 1990 für 53,37 Mio. DM erbaut. Im März 1990 wurde sie erstmals mit Jugendstrafgefangenen aus der Justizvollzugsanstalt Niederschönenfeld belegt.

## Belegung
Die Belegungsfähigkeit liegt bei ca. 205 Haftplätzen. 2008 betrug die Durchschnittsbelegung 171 Jugendstrafgefangene.

## Bauweise
Die Anstalt ist in vier Häuser gegliedert, die sich um einen begrünten Innenhof gruppieren. Die Anlage umfasst ein Zentralgebäude mit Aufnahmebereich, eine Zugangsabteilung, ein Freigängerhaus, einen Verwaltungstrakt, einen Mehrzwecksaal, eine Gesundheitsstation, Schule und Kirche und vier Unterkunftsbereiche. Daneben steht ein Werkstättengebäude, das 1997 um eine Arbeitshalle für die Bauabteilung erweitert wurde. Auf dem Gelände wurde auch eine Sporthalle und ein mit Sportplatz gebaut. Die Anlage mit 5,5 m hohen Stahlbetonmauern entspricht einem mittleren Sicherheitsstandard für Gefängnisse.

## Zuständigkeit
Die Justizvollzugsanstalt Neuburg-Herrenwörth ist für den Erstvollzug an jugendlichen Straftätern zuständig (17 bis 20 Jahre). Die Zuständigkeit ergibt sich des Weiteren aus der Art des Delikts und der Eignung des Gefangenen für die Anstalt.
Eingeliefert werden außerdem heranwachsende Untersuchungsgefangene aus dem Landgerichtsbezirk Ingolstadt. Auch sitzen Häftlinge die von sonstiger Haft (Abschiebe-, Auslieferungs- und Zivilhaft) in Neuburg-Herrenwörth ein.

## Behandlungsvollzug
Als Reaktion auf Diskussionen über rückfällige Gewalttäter wurde zum 1. Oktober 2005 ein Präventivabteilung für zur Gewalttätigkeit neigende Gefangene eröffnet. Diese müssen sich nun in einzel- und gruppentherapeutischen Sitzungen, bei Aktionstagen und ähnlichem, intensiv mit ihrem gewaltbereiten Verhalten auseinandersetzen.
Die Justizvollzugsanstalt Neuburg-Herrenwörth ist nicht zu verwechseln mit der Justizvollzugsanstalt Neuburg, die sich in der Altstadt befindet und für den Erwachsenenvollzug vor allem der Untersuchungshaft im Bereich der Amtsgerichtsbezirke Ingolstadt, Neuburg an der Donau und Pfaffenhofen an der Ilm zuständig ist.